# Теди Ринер
Теди Ринер (на френски: Teddy Riner) е френски джудист. Притежател е на 11 златни медала от световни първенства и е единственият джудист, постигнал това. От олимпийски игри е носител на пет златни медала и два бронзови. Допълнително има и пет златни медала от европейски първенства.
Ринер е един от двамата спортисти, заедно с Мари-Жозе Перек, които запалват олимпийския огън на олимпийските игри в Париж през 2024 година. Роден е в Поант а Питр, Гваделупа, но израства в Париж. Като дете тренира футбол, тенис и баскетбол, но избира джудото заради индивидуалността на спорта.

## Успехи

### Олимпийски игри
- – Париж 2024 – +100 кг
- – Париж 2024 – отборно
- – Токио 2020 – отборно
- – Рио де Жанейро 2016 – +100 кг
- – Лондон 2012 – +100 кг
- – Токио 2020 – +100 кг
- – Пекин 2008 – +100 кг

### Световни първенства
- – Доха 2023 – +100 кг
- – Будапеща 2017 – +100 кг
- – Маракеш 2017 – оупън
- – Астана 2015 – +100 кг
- – Челябинск 2014 – +100 кг
- – Рио де Жанейро 2013 – +100 кг
- – Париж 2011 – мъжки отбор
- – Париж 2011 – +100 кг
- – Токио 2010 – +100 кг
- – Ротердам 2009 – +100 кг
- – Левало Пере 2008 – +100 кг
- – Рио де Жанейро 2007 – +100 кг
- – Токио 2010 – оупън
- – Будапеща 2017 – отборно